# Typ 3 Ke-Ri
Typ 3 Ke-Ri – japoński czołg lekki z okresu II wojny światowej.
W 1943 roku powstał prototyp zmodernizowanej wersji czołgu Typ 95 Ha-Go wyposażonej w nową, powiększoną wieżę z armatą czołgową o większym kalibrze. Prawdopodobnie wyprodukowano tylko kilka wozów tego typu.
Czołg Typ 3 Ke-Ri miał budowę klasyczną. W tylnej części kadłuba znajdował się sześciocylindrowy, chłodzony powietrzem silnik wysokoprężny Mitsubishi Typ 100 o mocy 95,7 kW przy 2100 obr./min. Silnik napędzał umieszczone z przodu kadłuba koła napędowe. Z każdej strony znajdowały się cztery koła jezdne zblokowane w dwa wózki, amortyzowane poziomymi sprężynami śrubowymi. Uzbrojenie składało się z armaty umieszczonej w wieży i karabinu maszynowego w kadłubie.